# Ō-uchi-gari

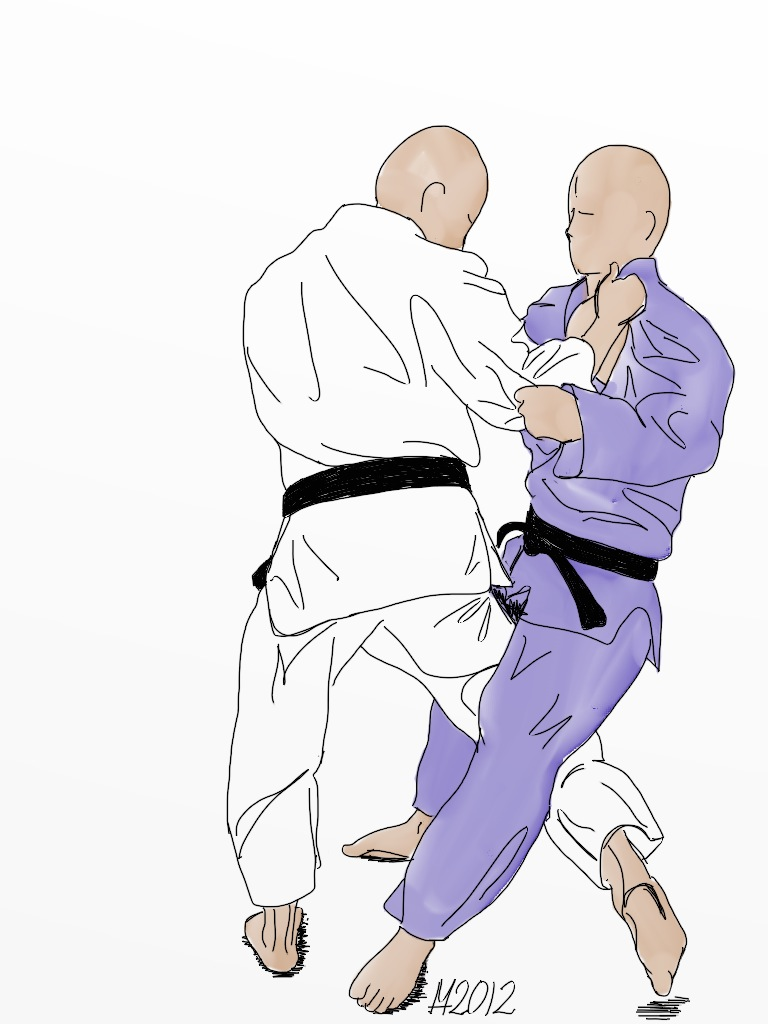
Exécution de O-Uchi-Gari

Ō-uchi-gari (大内刈), qui signifie littéralement « Grand fauchage intérieur » en japonais, est une technique de projection de judo.

## Principe général
Il s'agit d'une technique de fauchage de la jambe du partenaire sur un déplacement arrière en passant par l'intérieur.

## Aspects techniques importants
La technique nécessite deux éléments importants :
1. un déséquilibre arrière assez puissant qui crée une ouverture, c'est le « Ō » (大?, « grand ») de « ō-uchi-gari » ;
2. un fauchage de la jambe du partenaire qui recule à la suite du déséquilibre en passant par l'intérieur des deux jambes.

D'autre part :
- le déséquilibre de tori doit être assez puissant pour amener uke en appui sur la jambe à faucher ;
- l'action du bras de tori en haut du corps est importante pour provoquer et accompagner le déséquilibre jusqu'à la chute de uke. En particulier il peut être nécessaire de tasser uke sur ses appuis arrière en s'aidant si besoin du judogi. Par exemple, tori peut découvrir l'épaule de uke. Ce type d'astuce ne sera pas nécessaire pour ō-soto-gari.
- l'optique peut être voisine d'un balayage : tori essaye de faucher la jambe dans un bon timing. Soit le déséquilibre est très puissant et le recul de uke rapide et ainsi le fauchage peut s'apparenter à un balayage, soit le déséquilibre est faible et il faudra à uke un mouvement puissant de la jambe pour réaliser le mouvement.

## Terminologie
- Ō : grand
- Uchi : intérieur
- Gari : fauchage

## Spécialistes de Ō-uchi-gari
Parmi les spécialistes de Ō-uchi-gari on compte de façon non exhaustive : Teddy Riner, Lucie Décosse, Guillaume Chaine, Limhwan Kim, Amartuvshin Dashdavaa, Hifumi Abe. Guillaume Chaine est notamment très fort en compétition sur une forme glissée en réaction.